# Епулон
Епулон (Епуло, Епулоне, Аепуло) је био владар илирског племена Хистри које се борило против Римљана у време почетка римске експанзије на подручје данашње Истре. У почетку се Епулон сукобио са Римљанима код Аквилеје (данас мали град у Италији, близу границе са Словенијом). У наставку сукоба, Римљани су прво заузели друга важна историјска средишта у Истри, а Епулон је коначно поражен у опсади његове престонице Незакција. Римљани у почетку нису успели да заузму Незакцијум чак ни након дуге опсаде града. Тек када су Римљани преусмерили ток реке која је штитила Незакцијум и снабдевање водом, Епулон је схватио да су Римљани победили, па је извршио самоубиство избовши се мачем како би избегао ропство . Епулон је постао симбол хероја који је изабрао смрт уместо заточеништва . 
Илири нису имали своју историографију, а римски и грчки историчари нису увек били непристрасни када су писали о њима. Осим археолошких налаза, римске и грчке хронике готово су једини извори сазнања о Илирима.
Рат Римљана против Хистријана догодио се у периоду од око 181. п. н. е. и први окршаји око Аквилеје до 175. године. н. е. и римске победе.
Римски историчар Ливије наводи да су први напади на Аквилеју успешно одбијени, након чега је успостављен релативни мир. Свакако, Хистри су и даље видели римско присуство као опасност, па су доласком Епулона на власт сукоби поново почели. У неколико спорадичних битака, Хистри су дословно исекли припаднике неколико римских јединица. Нови рат можда није био заснован на уверењу илирских племена да могу победити Рим, али је извесно да се безобзирност Римљана више није могла толерисати.
М. Јуниус и А. Манлиус, бивши конзули ... у рано пролеће повели су своју војску у Хистрију. Пустошили су лево и десно ... Либија: Аб Урбе Цондита, 41.10
Ливије такође спомиње да су Хистри успешно извршили напад на римски логор, током којег су легионари у паници побегли, а Хистри су узели велики ратни плен: драгоцености, опрему, храну и вино. Али римска војска се брзо прегруписала и стигли су илирски ратници натоварени пленом, опијени победом и вином и лако су повратили оно што су изгубили. Многи Хистри су убијени, а Епулон се склонио у Незакцијум. Ево како је Ливије то описао:
... Почео је одлучујући напад на Незакциј, град у којем су се вође Хистра и њихов краљ Епулон повукли ... Клаудије је донио двије нове легије ... Ријека је текла поред града која је спријечила напад на њега и из које су се Хистри снабдевали водом. / Клаудијева војска / након вишедневног рада променила је ток реке и прекинула проток воде, што је становнике у великој мери узнемирило. Иако нису помишљали да моле за мир, убили су своје жене и децу и обесили их низ зидове како би застрашили непријатеља ... Римљани су коначно провалили у град ... Епулон је одузео себи живот да га не ухвате живог ... Остали су убијени или заробљени ... Затим су уништени и Мутила и Фавериа ... Ратни плен је надмашио очекивања с обзиром на сиромаштво домаћег становништва; 5.632 људи продато је у ропство. Коловођама су одсечене главе ...